# Marie-France Latronche
Marie-France Latronche, née le 30 août 1963 au Mans, est une indianiste française.

## Biographie
Elle soutient en 1989 une thèse de littérature comparée sous la direction de Pierre Brunel à Paris IV Sorbonne sur Gandhi.
Elle publie son premier livre L’influence de Gandhi en France de 1919 à nos jours à L’Harmattan en 1999, qui décrit la vie et les activités de Gandhi et la réception de ses idées en France et en Occident, notamment par Romain Rolland. Elle aborde ensuite les sources et les thèmes abordés par Gandhi et montre que la personne de Gandhi attire des écrivains français vers l'Inde plus que l'exotisme, dans les années 1920 puis les années 1940.
Son second ouvrage, Voyage vers l'Inde intérieure, paraît chez Dervy en 2014, décrivant son parcours spirituel[Quoi ?] suivant son maître Babaji.
Elle se rend régulièrement en Inde, connaît le hindi, la culture et la philosophie indienne.
Elle vit en Californie sur la Cuchama Mountain (pic Tecate).
Elle étudie la convergence philosophique entre Henri Bergson et Swami Ramananda.

## Publications

### Livres
- L’influence de Gandhi en France de 1919 à nos jours, L’Harmattan, 1999
- Voyage vers l'Inde intérieure, Dervy, 2014

### Articles
- « The impact of India on French romanticism », European Romantic Review (en), 2001, p. 477-492 DOI 10.1080/10509580108570152
- “Gandhi (Indira),” Dictionnaire des mythes féminins, edited by Pierre Brunel, Editions du Rocher, pp. 807-812, 2002
- “Le message de Gandhi: la vérité transcende l’histoire,” France Forum, No. 68, pp. 12-14, Feb. 2018

### Traduction de l'anglais en français
- Swami Ramananda, Évolution spirituelle, préface de Babaji Kumar Maharaj, 2017, Deux Océans,  (ISBN 2866812123)
- Swami Ramananda, Regard évolutif sur la vie, préface de Babaji Kumar Maharaj, Spinelle,  (ISBN 978-2-37827-796-3)